# Chan Šan-tchung
Chan Šan-tchung (čínsky pchin-jinem Hán Shāntóng, znaky 韓山童; † 26. ledna 1355) byl čínský náboženský vůdce a politik. Pocházel z rodiny dědičných vůdců Bílého lotosu, připravoval povstání rudých turbanů proti mongolské dynastii Jüan.

## Život
Ideologie Bílého lotosu – kult Maitréji, který osvobodí svět ode zla, byla směsicí buddhistických a manichejských prvků. Jejím klíčovým prvkem byla víra v příchod spasitele – Krále světla, který osvobodí svět ode zla. Chan Šan-tchung se za takového spasitele prohlásil a přijal titul „Velký král světla“ (Ta Ming-wang). Považoval se také za potomka sungského císaře Chuej-cunga (1082–1135) v sedmé generaci.
Připravoval povstání proti mongolské říši Jüan v povodí řeky Chuaj v severním An-chueji a jižním Che-nanu. Uzavřel volné spojenectví s Pcheng Jing-jüem, který působil jižněji v severovýchodním Chu-peji. Jeho stoupenci poté tvořili severní větev Rudých turbanů, Pchengova skupina jižní větev.
Roku 1351 využil hněv pracovníků nad těžkými podmínkami opravy kanálů a snažil se je podnítit ke vzpouře. Místní úřady reagovaly jeho zatčením, což 28. května 1351 vyvolalo vzpouru s centrem v Jing-čou v An-chueji. Povstalecké vojsko – armáda rudých turbanů (chung-ťin chun), zkráceně rudá armáda (chung-chun) – rychle vzrostlo na 10 tisíc mužů a rozšířilo svůj vliv i na jih Che-peje a západ Šan-tungu. V srpnu se vzbouřily i jižní rudé turbany a ustavili říši Tchien-wan.
Po několikaletém zajetí byl Chan Šan-tchung začátkem roku 1355 popraven. Povstalci reagovali vyhledáním jeho syna Chan Lin-era, od roku 1351 se skrývajícího, kterého prohlásili „Menším králem světla“ (Siao Ming-wang) a císařem říše Sung.